# قشلاق امیرخانلو قره سقل
قشلاق امیرخانلو قره سقل یک روستا در ایران است که در دهستان محمودآباد (پارس‌آباد) واقع شده‌است. قشلاق امیرخانلو قره سقل ۱۲۱ نفر جمعیت دارد.